# 天主教卡維恩教區
天主教卡維恩教區（拉丁語：Dioecesis Kaviengensis）是巴布亞紐幾內亞一個羅馬天主教教區，屬拉包爾總教區。
宗座代牧區於1957年7月5日設立，1966年11月15日升為教區。
教區管轄馬努斯省和新愛爾蘭省，2006年時有79,000名教友（佔轄區總人口43.9%）、18個堂區和16名司鐸。教區主教現時出缺。